# Galerida deva
Galerida deva е вид птица от семейство Чучулигови (Alaudidae).

## Разпространение
Видът е разпространен в Индия.